# Staniszcze Wielkie (gromada 1954–1957)
Staniszcze Wielkie (od 10 V 1957 Staniszcze Małe) – dawna gromada, czyli najmniejsza jednostka podziału terytorialnego Polskiej Rzeczypospolitej Ludowej w latach 1954–1972.
Gromady, z gromadzkimi radami narodowymi (GRN) jako organami władzy najniższego stopnia na wsi, funkcjonowały od reformy reorganizującej administrację wiejską przeprowadzonej jesienią 1954 do momentu ich zniesienia z dniem 1 stycznia 1973, tym samym wypierając organizację gminną w latach 1954–1972.
Gromadę Staniszcze Wielkie z siedzibą GRN w Staniszczach Wielkich utworzono – jako jedną z 8759 gromad na obszarze Polski – w powiecie strzeleckim w woj. opolskim, na mocy uchwały nr VII/30/54 WRN w Opolu z dnia 4 października 1954. W skład jednostki weszły obszary dotychczasowych gromad Staniszcze Wielkie (bez lasów o obszarze 4.853,58 ha, włączonych do gromady Kolonowskie), Staniszcze Małe i Sporok ze zniesionej gminy Kolonowskie w tymże powiecie. Dla gromady ustalono 27 członków gromadzkiej rady narodowej.
Gromadę zniesiono 10 maja 1957 przez przeniesienie siedziby GRN ze Staniszcz Wielkich do Staniszcz Małych i zmianę nazwy jednostki na gromada Staniszcze Małe. Pomiędzy 1966 a 1969 odtworzono gromadę Staniszcze Wielkie, funkcjonowała ona do 1972 roku.